# Wiedźmy (powieść)
Wiedźmy (lub Czarownice, ang. The Witches) – powieść autorstwa Roalda Dahla ilustrowana przez Quentina Blake'a, pierwszy raz wydana w Londynie w 1983 roku przez brytyjskie wydawnictwo Jonathan Cape. 
Książka opowiada o przygodach chłopca-sieroty i jego babci mieszkającej w Norwegii, która opowiada mu o wiedźmach i ich rozpoznawaniu. Gdy babcia zaczyna chorować, lekarze każą jej wyjechać na wakacje, żeby wypoczęła. Na wakacjach w hotelu, w którym się zatrzymują, organizowane jest doroczne zebranie wiedźm z całego świata, które nienawidzą dzieci i chcą je zniszczyć, zamieniając w myszy za pomocą tajemnego, magicznego przepisu.
Inspiracją autora było jego własne dzieciństwo. Babcia Roalda Dahla i jego rodzice byli Norwegami, a wiele szczegółów było opartych na jego własnych doświadczeniach. Postać głównego bohatera była wzorowana na matce autora.
Książka została uhonorowana nagrodą The Whitbread Award.
W Polsce została wydana pod tytułem „Czarownice” w roku 1997 przez wydawnictwo PRIMA (tłum. Tomasz Wyżyński, ISBN 83-7129-426-3), a pod tytułem „Wiedźmy” w 2003 przez wydawnictwo „Zysk i S-ka” (tłum. Jerzy Łoziński, ISBN 83-7298-294-5) i w 2017 przez 
wydawnictwo „Znak emotikon” (tłum. Katarzyna Szczepańska-Kowalczuk, ISBN 978-83-240-4013-1).

## Ekranizacje
- Wiedźmy – film brytyjski z 1990 roku (reż. Nicolas Roeg)
- Wiedźmy – film amerykański z 2020 roku (reż. Robert Zemeckis)